# Tendance (album)
Pour les articles homonymes, voir Tendance.
Albums de Amanda Lear
Back in Your Arms Amour toujours
Tendance est le treizième album studio d'Amanda Lear, sorti en France en 2003. Il est quasiment identique à l'album Heart. Il est enrichi de quatre titres en bonus (titres 8, 12, 13, 14) moins deux titres de l'album Heart : Manuel Do Guerreido Da Luz et Vol De Nuit. 

## Titres
1. Love Boat (P. Williams - C. Fox) - 3:11
2. Do U Wanna See It ? (A. Lear - T. Willems - L. Wolf) - 3:51
3. Tendance (A. Lear - T. Willems - F. X. Costello) - 4:16
4. Lili Marleen (2001 Re-recording) (T. Connor - N. Schultze) - 3:49
5. Hier Encore (Yesterday When I Was Young)" (C. Aznavour - H. Kretzmer - C. Aznavour) - 3:55
6. Porque Me Gusta (A. Lear - N. Amal - F.X. Costello) - 4:00
7. I Just Wanna Dance Again (Pumpin' Dolls Mix) (T. Willems - L. Fox) - 3:52
8. Travel By Night ("Vol De Nuit" - English Version) (T. Willems - F. X. Costello) - 4:17
9. L'Invitation Au Voyage (C.Baudelaire - F.X.Costello) - 3:59
10. The Look Of Love (H. David - B. Bacharach) - 4:02
11. L'Importante E' Finire (A. Anelli - C. Malgioglio) - 3:18
12. Rainbow Love Boat (Oriental Mix) (A. Lear - T. Willems - F. X. Costello) - 4:56
13. Cocktail D'Amore (Original Mix 2002) (Malgioglio - Mancini - Castellari) - 4:14
14. Beats of Love (Radio Edit) (Duet with Get Ready!) (Patrick Marina Nebel) - 3:40

## Production

### Album CD
- Allemagne Sony Music / Le Marais Prod. 50997 510499 2-0

### Singles extraits de l'album

#### Maxi CD
- Belgique : Beats of Love (Get Ready! Feat Amanda Lear) / City (Get Ready!) Virgin Music 7243 546881 2 6 -  2002.